# Trận Marinka (2022-2023)

Quang cảnh thị trấn Marinka đổ nát sau những cuộc giao tranh khốc liệt năm 2023

Trận Marinka là trận chiến diễn ra ở thị trấn Marinka giữa Lực lượng vũ trang Nga với quân ly khai Cộng hòa nhân dân Donetsk chống lại Lực lượng vũ trang Ukraina nằm trong chiến dịch Nga xâm lược Ukraina. Trận chiến bắt đầu khi pháo kích vào thị trấn Marinka với cường độ ngày càng tăng từ ngày 17 tháng 2 năm 2022 đến ngày 22 tháng 2 năm 2022, khi Nga công nhận độc lập cho DPR và giao tranh bắt đầu tại thị trấn vào ngày 17 tháng 3 năm 2022. Đến tháng 11 năm 2022, phần lớn thị trấn Marinka đã bị phá hủy, không còn dân thường và một số tòa nhà đổ nát còn sót lại sau cuộc giao tranh khốc liệt. Vào ngày 25 tháng 12 năm 2023, phía Nga cho biết lực lượng của họ đã chiếm trọn thành phố nhưng quân đội Ukraine ban đầu phủ nhận tuyên bố này cho đến ngày hôm sau khi Tổng tư lệnh Ukraine Valerii Zaluzhnyi xác nhận Marinka đã thất thủ.

## Diễn biến
Đợt pháo kích đầu tiên vào Marinka bắt đầu vào ngày 17 tháng 2 năm 2022, phương Tây cho rằng lực lượng DPR đã làm bị thương một nhân viên cứu trợ. Các cuộc pháo kích bắt đầu vào khoảng 9:30 sáng và kết thúc lúc 2:30 chiều, với tổng số khoảng 20 vụ nổ được ghi nhận. Pháo kích tăng cường trong những ngày trước khi Nga xâm lược Ukraine, giết chết hai binh sĩ Ukraina và làm bị thương bốn người khác. Cuộc chiến giành thành phố bắt đầu vào khoảng ngày 17 tháng 3 năm 2022, khi Bộ Quốc phòng Nga tuyên bố sai sự thật rằng lực lượng DPR đã chiếm được Marinka. Theo phía Ukraina thì vào ngày 30-31 tháng 3 năm 2022, các dịch vụ khẩn cấp của Ukraine đã dập tắt "hàng chục đám cháy" bùng phát trong thị trấn do đạn phốt pho trắng tung ra từ lực lượng Nga. Giao tranh tiếp diễn trong suốt năm 2022. Thậm chí giao tranh gia tăng từ cuối tháng 7 đến đầu tháng 8, bắt đầu với một cuộc tấn công thất bại của Nga vào Marinka vào ngày 11 tháng 7 năm 2022.
Vào tháng 1 năm 2023, những người lính Ukraine được phỏng vấn đã nói rằng giao tranh trên chiến trường ở Marinka là "địa ngục", và phần lớn các cuộc giao tranh diễn ra cách từ 10 đến 20 mét. Do phần lớn thị trấn bị phá hủy nên giao tranh diễn ra sau đống đổ nát, vật dụng đồ đạc ngổn ngang trong những căn nhà và tầng hầm. Đại tá Yaroslav Chepurnyi tuyên bố Lữ đoàn tấn công đường không số 79 đã chịu "tổn thất nặng nề nhất" trong số các đơn vị Ukraina trú đóng tại Marinka. Vào ngày 1 tháng 2, phía Ukraina tuyên bố đã gây ra "tổn thất đáng kể" trong cuộc tấn công của Nga nhằm vào Marinka. Vào ngày 8 tháng 2 năm 2023, cựu Thứ trưởng Nội vụ Vitaly Kiselev đã làm rõ rằng các thành viên của Sư đoàn súng trường cơ giới số 150 đang củng cố lại các vị trí phòng thủ ở các khu vực phía tây Marinka.
Theo Bộ Tổng tham mưu Ukraina, các cuộc đụng độ đã gia tăng vào ngày 2 tháng 2 năm 2023 với 13 trận đánh kéo dài hai giờ liền ở Marinka. Vào ngày 21 tháng 2 năm 2023, các cuộc tấn công kế tiếp của Nga vào Marinka đã bị đẩy lùi. Truyền thông Nga hồi tháng 4 năm 2023 thông báo lực lượng Ukraine đã bị Quân đội Nga đẩy lùi về vùng ngoại ô phía tây Marinka nơi các cuộc đụng độ đang diễn ra. Vào ngày 24 tháng 5 năm 2023, Bộ Tổng tham mưu Ukraina cho biết Marinka vẫn là một trong những tâm điểm của các cuộc đụng độ đang diễn ra trong chiến tranh. Vào ngày 31 tháng 5 năm 2023, Ramzan Kadyrov lãnh đạo của lực lượng Chechen đang chiến đấu ở Ukraina, tuyên bố rằng lực lượng của ông đã được điều chuyển đến mặt trận Marinka, bao gồm Lực lượng đặc nhiệm "Akhmat". Các binh sĩ Ukraina ở mặt trận Marinka vào tháng 6 năm 2023 cho rằng binh lính Nga đông hơn quân Ukraina với tỷ lệ tương quan 4-1 về nhân lực và tỷ lệ tượng quan 6-1 về pháo binh. Hầu hết các trận chiến diễn ra ở cự ly gần và trong tầng hầm.